# Agadir
Agadir er en turist- og havneby i Marokko med 538.000 (2023) indbyggere.
Agadir blev den 29. februar 1960 ramt af et voldsomt jordskælv, der dræbte mere end 10.000 af byens indbyggere. Det nuværende Agadir blev genopbygget efter jordskælvet cirka 2 kilometer syd for jordskælvets epicenter.